# Byctiscus betulae
El cigarrer o (cuca) cigarrera (Byctiscus betulae) és una espècie de coleòpter de la família dels rinquítids (o dels attelàbids segons les classificacions), la femella dels quals retalla i enrotlla les fulles de diversos vegetals en forma de cigar per a pondre-hi els ous.
Aquest corc de cos llarg de 5 a 8 mm viu en el faig i el bedoll, però també en els arbres fruiters (perer i cirerer principalment) i en la vinya.
Una altra espècie, Deporaus betulae (Linnaeus, 1758) també es diu cigarrer.